# Kurt Koffka
Kurt Koffka (Berlín, 18 de marzo de 1886 - † Northampton, Massachusetts, 22 de noviembre de 1941) fue un psicólogo alemán de la escuela gestáltica.

## Biografía
Se educó en Berlín y obtuvo su doctorado allí en 1909 como estudiante de Carl Stumpf, ese mismo año se casó con Mira Klein. Además de sus estudios en Berlín, Koffka también pasó un año en la Universidad de Edimburgo en Escocia, donde desarrolló su gran fluidez del idioma inglés, una habilidad que más tarde le sirvió en sus esfuerzos para difundir la psicología Gestalt más allá de las fronteras alemanas. Koffka ya estaba trabajando en la Gestalt cuando Max Wertheimer llegó en 1910 para trabajar en el Instituto Psicológico de dicha universidad, y lo invitó a participar como sujeto en su investigación sobre el efecto que bautizó como  Efecto phi.Gestalt Psychology in German Culture, 1890-1967: Holism and the Quest for Objectivity. Ash, G. Mitchell, 1998 
Koffka dejó Fráncfort del Meno en 1911 para ocupar un cargo en la Universidad de Giessen, a cuarenta millas de Fráncfort del Meno, donde permaneció hasta 1924. Para entonces, Koffka ya se había divorciado de Klein en 1923 y se había casado con Elisabeth Ahlgrimm, quien había obtenido recientemente su doctorado en Giessen. Sin embargo, ambos se divorciaron ese mismo año y Koffka se casó de nuevo con Klein.
Koffka viajó a EE. UU., donde fue profesor visitante en la Universidad de Cornell desde 1924 a 1925, y dos años más tarde en la Universidad de Wisconsin-Madison. Luego, en 1927, aceptó un cargo en el Smith College en Northampton, Massachusetts, donde permaneció hasta su muerte en 1941.

## Pensamiento sobre el aprendizaje
Koffka creía en el aprendizaje temprano, lo que él se refería  como "aprendizaje sensorio-motor", un tipo de aprendizaje que ocurre después de una consecuencia. Por ejemplo, un niño que toca una estufa caliente aprenderá a no tocarla de nuevo. Koffka también creía que gran parte del aprendizaje ocurre por imitación, aunque argumentó que no es importante entender qué clase de imitación, sino más bien reconocer que es un acontecimiento natural. Según Koffka, el mayor tipo de aprendizaje es el "aprendizaje ideacional", que hace uso del lenguaje. Koffka anotó que un momento importante en el desarrollo de un niño es cuando entienden que los objetos tienen nombres.

## Obra
- (1921) Bases del desarrollo psicológico
- (1922) Percepción: una introducción a la Teoría Gestalt.
- (1924) Crecimiento de la mente.
- (1935) Principios de la Psicología Gestalt